# Ludwig Pfyffer von Altishofen (capitano)

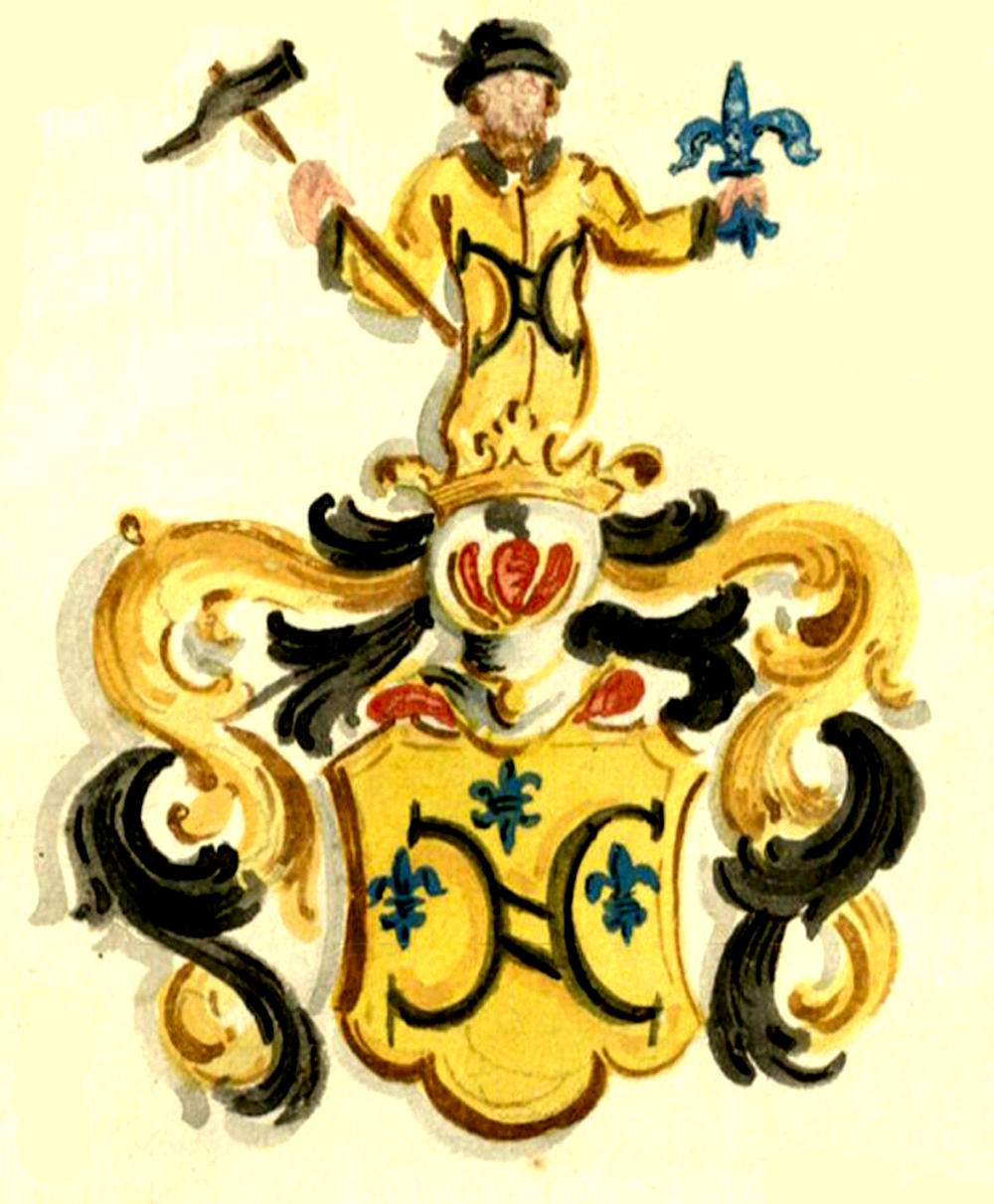
Stemma Pfyffer-Altishofen

Ludwig Pfyffer von Altishofen (Lucerna, ... – Roma, 1686) è stato un ufficiale svizzero, comandante della Guardia Svizzera.

## Biografia
Ludwig von Althishofen nacque a Lucerna ed era nipote del militare e politico svizzero Ludwig Pfyffer von Altishofen (1524-1594), nonché fratello di Johann Rudolf Pfyffer von Altishofen, suo predecessore nella carica di comandante delle guardie svizzere pontificie.
Quando il fratello venne prescelto quale comandante della guardia svizzera pontificia, Ludwig svolgeva la funzione di consigliere della città di Lucerna. Nel 1657 Johann Rudolf si ammalò gravemente e la compagnia decise, di comune accordo con il comandante e i prelati, di chiamare suo fratello Ludwig a sostituirlo, ma quando quest'ultimo giunse a Roma Johann Rudolf si era già spento il 17 maggio.
Egli entrò da quella data in servizio come comandante generale del corpo di guardie svizzere pontificie e subito si dimostrò uno strenuo conservatore ribadendo la volontà di mantenere il privilegio personale del Colonnello delle guardie svizzere che deteneva all'epoca il diritto di amministrazione della giustizia interna al corpo oltre al diritto personale di nomina degli ufficiali inferiori assieme alla possibilità di importare vino senza il pagamento dei dazi doganali.
Morì nel 1686 e venne sepolto nella chiesa di San Pellegrino.